# Jean-Jacques Servan-Schreiber
Jean-Jacques Servan-Schreiber (Parigi, 13 febbraio 1924 – Fécamp, 7 novembre 2006) è stato un politico, giornalista e scrittore francese.
In Francia è spesso indicato come JJSS, dalla sigla con cui firmava i suoi servizi giornalistici.

## Fondatore deL'Express
Ammesso all'École Polytechnique nel luglio del 1943, si allontanò dalla Francia occupata e si arruolò volontario nelle Forces Françaises Libres dove prestò servizio come pilota da caccia nel gruppo 1\5.  Dopo la seconda guerra mondiale, conseguita la laurea in ingegneria alla Polytechnique, JJSS si dedicò al giornalismo. Diventò nel 1948 editorialista di politica estera per Le Monde. La sua famiglia possedeva Les Echos, il principale quotidiano economico francese. Collaboratore di Pierre Mendès France tra il 1952 e il 1955, nel 1953 fondò, insieme a Françoise Giroud, il settimanale L'Express, primo periodico moderno e innovativo in Europa, su cui saranno modellati numerosi settimanali fra cui l'italiano L'Espresso. Espressione della sinistra anticomunista, avversario di Charles de Gaulle, combatté gli eccessi dell'esercito coloniale in Algeria e nel 1958 tentò di ostacolare l'avvento della Quinta Repubblica. Fino alla metà degli anni Sessanta fece de L'Express il portavoce autorevole e ufficiale di Pierre Mendès France. Fu amico di Gianni Agnelli e di John Kennedy, al cui progetto politico cercò sempre d'ispirarsi, e di cui si fece portabandiera in Francia.

## Carriera politica

### Uomo politico radicale
JJSS fu eletto segretario del Partito Repubblicano, Radicale e Radical-Socialista nel 1969, carica che conservò fino alla scissione del 1971 da cui nacquero il Movimento dei Radicali di Sinistra (MRG) e il Partito Radicale detto Valoisien. Aderì alla seconda formazione, di impostazione più moderata, venendone eletto presidente il 17 ottobre 1971. Salvo un'interruzione tra il 1975 e il 1977, restò alla guida del partito fino al 16 ottobre 1979. Eletto deputato nel 1970, sedette all'Assemblea nazionale fino al 1978. Lottò anche per i diritti umani nel mondo, tentando di far liberare Alexandros Panagulis, l'eroe della resistenza greca alla dittatura dei colonnelli, e riuscendo a far scarcerare il compositore Mikīs Theodōrakīs

### Ministro di Giscard
Alle elezioni presidenziali del 1974 sostenne la candidatura di Valéry Giscard d'Estaing e il 28 maggio fu nominato ministro delle Riforme nel governo di Jacques Chirac. Il 9 giugno, tuttavia, dovette dimettersi a causa di alcune sue dichiarazioni contro gli esperimenti nucleari autorizzati dal governo. Nel 1977 vendette l'Express (Les Echos non apparteneva più alla sua famiglia dal 1960). Nel 1978 sostenne dietro le quinte la creazione dell'Unione per la Democrazia Francese (UDF). Nel 1979 si mise in congedo dalla presidenza del partito radicale e insieme a Françoise Giroud si presentò alle elezioni europee con la lista Emploi, Égalité, Europe. La formazione ottenne solo l'1,84% dei voti e a causa delle spese elettorali Servan-Schreiber subì un rovescio finanziario.

### Eminenza grigia di Mitterrand
Da sempre in ottimi rapporti con François Mitterrand, dopo l'elezione di quest'ultimo alla Presidenza della Repubblica il 10 maggio 1981 divenne uno dei suoi consiglieri occulti, e nel 1984 fu nominato dal Primo ministro Laurent Fabius presidente del Centre Mondial Informatique et Ressource Humaine creato su suo stimolo. Tuttavia, questo organismo si rivelò eccessivamente dispendioso e fu sciolto nel 1986.

## La malattia
A causa del manifestarsi dei primi sintomi della malattia di Alzheimer, a partire dal 1985 incominciò ad assumere un ruolo più defilato. Soggiornò sempre più spesso negli Stati Uniti, e continuò a scrivere libri fino al 1992 e servizi giornalistici fino al 1996. Ma nel 1995 l'aggravarsi delle sue condizioni lo costrinsero a ritirarsi definitivamente a vita privata. Morì di polmonite, dovuta a complicanze della sua malattia, nel 2006.

## Famiglia

### Matrimoni e discendenza
Nel 1947 sposò Madeleine Chapsal, giornalista e scrittrice, dalla quale divorziò nel 1960.
Sposò poi Sabine Becq de Fouquières, con la quale visse il resto della sua vita e dalla quale ebbe:
- David Servan-Schreiber, medico neuropsichiatra, autore del best-seller Guérir (2003, Laffont, dedicato, tra gli altri, anche al padre, allora malato di Alzheimer[4]), di Anticancer (2007, Laffont) e di On peut se dire au revoir plusieurs fois (2011, Laffont).
- Édouard Servan-Schreiber, direttore di un istituto di studi, autore di Conversations impudiques con la prima moglie del padre, Madeleine Chapsal.
- Franklin Servan-Schreiber, specialista di nuove tecnologie, direttore della comunicazione del CIO
- Émile Servan-Schreiber, matematico, specialista in mercati dell'informazione, fondatore del sito lumenogic.com Archiviato il 21 maggio 2014 in Internet Archive..

### Altri parenti
Suo fratello Jean-Louis Servan-Schreiber, giornalista e scrittore, fu uno dei fondatori del gruppo Expansion. Sua cugina Marie-Claire Servan-Schreiber è stata la seconda moglie di Pierre Mendès France.

## Pubblicazioni
Fu autore di numerosi libri, fra cui il best seller epocale La sfida americana del 1967, tradotto in quindici lingue (anche in italiano).

## Opere tradotte in italiano
- Jean-Jacques Servan-Schreiber, La sfida americana, prefazione di Ugo La Malfa, nuova collana di saggi n.1, ETAS KOMPASS, Milano, 1968, pp. 291
- Jean-Jacques Servan-Schreiber, La sfida mondiale, Mondadori, Milano, 1980, pp. 380
- Jean-Jacques Servan-Schreiber, La sfida degli ebrei. Israele. Il Medio oriente. La pace, Rizzoli, Milano, 1988, pp. 200

## Riconoscimenti

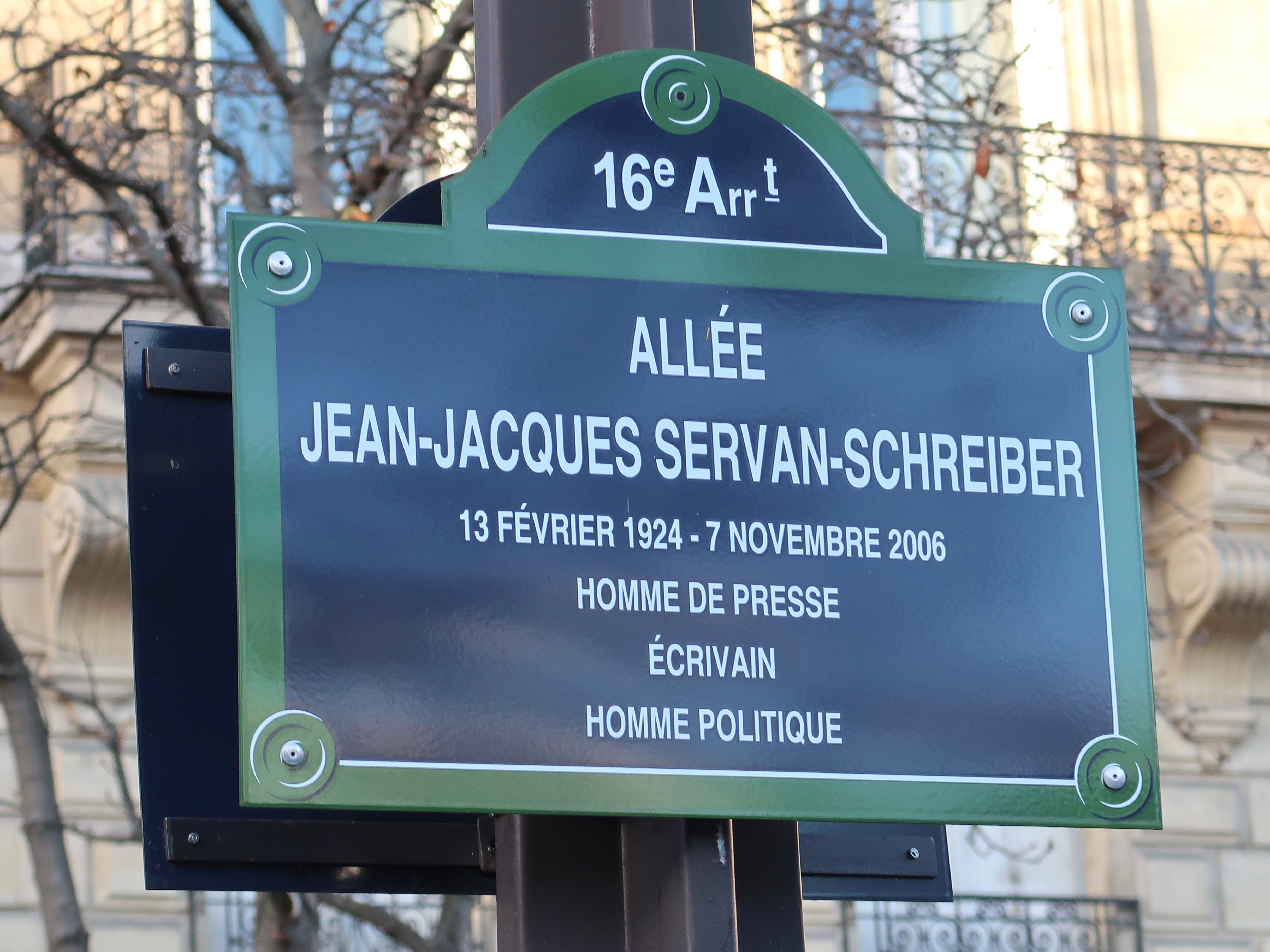
Placca indicante l'allée Jean-Jacques Servan-Schreiber

La città di Parigi gli ha dedicato il tratto del viale centrale dell'Avenue du Président-Wilson che va da Place d'Iéna all'incrocio tra rue de Magdebourg, rue de Lübeck e l'avenue Albert-de-Mun.